# Warangal
Warangal (en hindi: वरंगल ) es una ciudad de la India, centro administrativo del distrito de Warangal, estado de Telangana. Según el censo de 2011, tiene una población de 811,844 habitantes.

## Geografía
La ciudad está situada a una altitud de 266 m s. n. m., a 146 km de la capital estatal, Hyderabad, en la zona horaria UTC +5:30.